# 丸山浩平

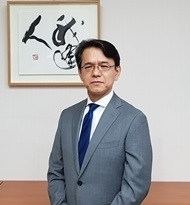
在釜山日本国総領事館ホームページより（2019年）

丸山 浩平（まるやま こうへい、昭和39年9月24日 -）は、日本の外交官。
昭和62年、外務省に外務省専門職員として入省後、平成23年にⅠ種職員への抜擢を経て、在釜山総領事等を務めたのち、令和4年8月から在バンクーバー総領事。令和6年9月から在カナダ日本国大使館公使。

## 人物
東京外国語大学イタリア語学科中退（昭和62年3月）。
東京都出身

## 略歴
- 昭和62年4月　外務省入省
- 平成19年2月　アジア大洋州局北東アジア課 課長補佐
- 平成20年7月　中東アフリカ局アフリカ第二課 首席事務官
- 平成23年8月　アジア大洋州局北東アジア課日韓経済室長
- 平成26年8月　大臣官房儀典総括官
- 平成28年2月　在大韓民国日本国大使館 参事官
- 令和元年8月　在釜山日本国総領事館 総領事
- 令和4年8月　在バンクーバー日本国総領事館 総領事
- 令和6年9月　在カナダ日本国大使館 公使[2]

## 同期
- 阿部康次（22年：駐マダガスカル大使（コモロ兼轄）、19年：フランス公使）
- 飯島俊郎（19年：宮内庁式部副長、18年：経済局審議官、16年：総合外交政策局参事官）
- 石塚英樹（23年：ジョージア大使）
- 伊澤修（25年:北大西洋条約機構（NATO）日本政府代表部大使 22年：セネガル大使）
- 植野篤志（22年：カンボジア大使、20年：国際協力局長）
- 岡野正敬（25年:国家安全保障局長 23年：外務事務次官、22年：内閣官房副長官補、21年：総合外交政策局長、19年：国際法局長）
- 小和田雅子（皇后雅子）（19年：立后、93年：皇太子妃冊立）
- 紀谷昌彦（22年：ASEAN大使、19年：シドニー総領事、17年：政策立案参事官、15年：南スーダン大使）
- 志野光子（24年：ドイツ大使、22年：国際連合日本政府代表部特命全権大使、21年：儀典長）
- 柴田裕憲（23年：エチオピア大使、20年国際協力機構理事）
- 高橋克彦（24年:政府代表・特命全権大使（国際経済・貿易担当ほか） 21年：マレーシア大使、19年：中東アフリカ局長）
- 塚田玉樹（23年：イラン大使、20年：米国特命全権公使、19年：地球規模課題審議官）
- 津川貴久（23年：農畜産業振興機構理事、20年：ベナン大使）
- 中川弘一（22年：在コルカタ総領事）
- 中川勉（23年：アフリカ連合代表部大使、21年：出入国在留管理庁審議官、18年：デトロイト総領事）
- 中田昌宏（22年：スイス公使）
- 中村和人（24年:キューバ大使 22年：ニカラグア大使）
- 中村耕一郎（24年：エストニア大使、21年：内閣情報調査室内閣衛星情報センター分析部長、18年：ウラジオストク総領事）
- 早川修（24年：ドミニカ共和国大使、22年：立命館アジア太平洋大学教授）
- 樋口義広（19年：マダガスカル大使）
- 松浦博司（24年：ケニア大使、20年：イギリス公使）
- 松田弥生（05年：弁護士）
- 本清耕造（24年：メキシコ大使、21年：在ジュネーブ国際機関日本政府代表部次席常駐代表、20年：軍縮不拡散・科学部長）
- 山内弘志（22年：アルゼンチン大使、21年：国際情報統括官）